# Ковалёв, Демьян Григорьевич
Демья́н Григо́рьевич Ковалёв (1894, Малые Белевичи, Могилёвская губерния — 10.3.1947, Москва) — деятель ГПУ/НКВД СССР, подполковник государственной безопасности, народный комиссар внутренних дел Коми АССР. Входил в состав особой тройки НКВД СССР, внесудебного и, следовательно, не правосудного органа уголовного преследования.

## Биография
Демьян Григорьевич Ковалёв родился в 1894 году в Могилёвской губернии. В 1908 году окончил начальную школу в Малых Белевичах. В 1915—1917 годах призван в русскую армию и участвует в Первой мировой войне. В июне 1918 году вступает в РКП(б) и до 1920 года участвует в становлении советской власти на Украине. Его дальнейшая деятельность связана с работой в органах ВЧК-ОГПУ-НКВД.

### Звания и должности
- 1920—1921 годы — заместитель председателя Рогачевской уездной ЧК.
- 1921—1926 годы — уполномоченный Гомельской губернской ЧК — губотдела ГПУ, начальник Отделения, Секретно-оперативной части, заместитель начальника Гомельского облотдела ГПУ.
- 1926—1927 годы — начальник Бобруйского окротдела ГПУ.
- 1927—1929 годы — начальник II отделения Контрразведывательного отдела, II отделения Секретного отдела Полномочного представительства ОГПУ по Белорусскому военному округу.
- 1930—1932 годы — помощник начальника Секретного отдела, начальник I отделения Секретно-политического отдела Полномочного представительства ОГПУ по Северному краю.
- 1932—1935 годы — помощник начальника, начальник Вологодского оперативного сектора ГПУ—НКВД.
- 1935—1936 годы — начальник Вологодского горотдела НКВД, начальник Особого отдела НКВД 10-й стрелковой дивизии.
- 1936—1939 годы — начальник Управления НКВД по Автономной области Зырян (Коми), нарком внутренних дел Коми АССР. Этот период отмечен вхождением в состав особой тройки, созданной по приказу НКВД СССР от 30.07.1937 № 00447[2] и активным участием в сталинских репрессиях[3].
- 1939—1942 годы — начальник III отдела, Оперативно-чекистского отдела Управления Волжского ИТЛ НКВД, начальник Оперативного отдела Управления Рыбинского ИТЛ НКВД.
- 1942—1944 годы — начальник Оперативно-чекистского отдела Управления Каменского ИТЛ НКВД.
- 1944—1945 годы — начальник Оперативно-чекистского отдела Управления Понышского ИТЛ НКВД.
- 1945—1947 годы — начальник Оперативно-чекистского отдела Управления ПФЛ № 283 Управления исправительно-трудовых лагерей и колоний Управления НКВД—МВД по Московской области.

### Смерть
Демьян Григорьевич Ковалёв скоропостижно скончался 10 марта 1947 года в Москве.

## Награды
- 30.4.1946 — Орден Красного Знамени.
- 12.11.1946 — Орден Ленина.